# Cryptamorpha abnormis
Cryptamorpha abnormis es una especie de coleóptero de la familia Silvanidae.

## Distribución geográfica
Habita en el oeste de Bengala (India).